# Cresta-Rennen

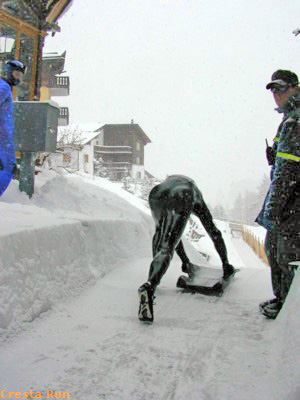
Start des Cresta Run

Cresta-Rennen, auch Cresta Run oder kurz Cresta, ist eine Wintersportart, die dem Skeleton sehr ähnlich ist und als dessen Vorläufer gilt. Auch die Austragungsbahn wird Cresta Run genannt.

## Geschichte

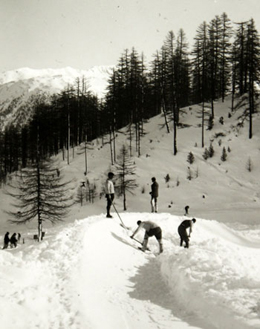
Errichtung des Cresta Run 1884

Die Anfänge der Crestarennen reichen bis ins späte 19. Jahrhundert zurück. Sie wurden schon damals in St. Moritz betrieben und sind nach dem Ortsteil Cresta von Celerina benannt. Mit diesem Ort blieb das Rennen für immer verbunden und wurde in dieser Form nie anderswo ausgetragen. Das Besondere an dieser Sportart ist, dass hier Skeleton auf einer Natureisbahn betrieben wird. Das erste Crestarennen wurde auf der in der Wintersaison 1884/85 errichteten klassischen Bahn am 16. Februar 1885 ausgetragen. Initiiert wurde diese Rennen von einer Gruppe Briten um Major William Henry Bulpetts. Noch heute wird traditionell auf der Bahn Englisch gesprochen. Zunächst stand die Teilnahme auch Frauen offen, die allerdings später wegen eines angeblichen großen Brustkrebsrisikos wieder ausgeschlossen wurden. Bis heute wurde das Verbot nicht aufgehoben. Männliche Freizeitpiloten dürfen die Bahn benutzen. Bei den II. und V. Olympischen Winterspielen in St. Moritz wurden Cresta-Rennen als Demonstrations-Disziplin ausgetragen.
Einige Cresta-Piloten haben es zu einer internationalen Skeleton-Karriere gebracht, darunter der dreimalige Skeleton-Europameister Nico Baracchi. Höhepunkt der Saison ist das „Grand National“. Rekordsieger dieses Rennens sind Nino Bibbia (Italien), Franco Gansser (Schweiz) und Lord Wrottesley (Irland) mit je acht Siegen.

## Bahndaten
Die Streckenlänge beträgt 1214 m, der Höhenunterschied 157 m. Das Gefälle beträgt 1 zu 8,7 bis 1 zu 2,8 (Höhenmeter zu Streckenmeter). Die Strecke verläuft zwischen St. Moritz und Celerina, bleibt aber im Gegensatz zum Olympia Bob Run St. Moritz–Celerina näher an der Falllinie.
Es gibt zwei Startpunkte, die „Top“ (volle Streckenlänge) und „Junction“ (um ein Drittel verkürzt) heißen. Anfänger dürfen nur von „Junction“ starten. Es gibt zehn Kurven, deren berühmteste (eher berüchtigtste) „Shuttlecock“ („Federball“) genannt wird. Da das Profil der Strecke eher ein breites, oben offenes „U“ ist, können die Schlitten auch die Bahn verlassen. Die genannte Kurve dient als Sicherheitsventil für zu schnelle, unkontrollierte Schlitten, damit diese nicht bis in den unteren, gefährlicheren Teil der Bahn kommen. Die Abflugzone wird mit Strohballen gesichert. Fahrer, die diese Zone erreichen, werden in den „Shuttlecock Club“ aufgenommen.
Höhepunkt der Aktivitäten des Shuttlecock Clubs ist das jährliche Shuttlecock Dinner. Es wird vom jeweiligen Shuttlecock-Präsidenten, einem prominenten Mitglied, organisiert. Bekannte frühere Präsidenten sind Constantin von Liechtenstein, Gianni Agnelli, Gunter Sachs, Sir Dudley Cunliffe-Owen, Rolf Sachs, Lord Dalmeny, Graf Luca Marenzi, Marc M.K. Fischer, Lord Wrottesley und Sven Ley.
Es werden Spitzengeschwindigkeiten von bis zu 140 km/h erreicht, die durchschnittliche Geschwindigkeit für einen Lauf kann bis zu 90 km/h betragen. Der Streckenrekord vom Startpunkt Top aus beträgt 50,09 Sekunden und wird seit 1999 von dem Briten James Sunley gehalten.
Die Saison beginnt je nach Wetter um Weihnachten und endet Ende Februar. Volljährige Gaststarter dürfen an „freien“ Tagen trainieren.

## Bekannte Fahrer (Auswahl)
- Nico Baracchi
- Nino Bibbia
- David Carnegie, 11. Earl of Northesk
- Billy Fiske
- Paul Gallico
- Reto Gansser
- Franco Gansser
- Marcel Melcher
- Gunter Sachs